# Journal of Asthma
Journal of Asthma is een internationaal, aan collegiale toetsing onderworpen wetenschappelijk tijdschrift op het gebied van de allergieën en het ademhalingsstelsel. De naam wordt in literatuurverwijzingen meestal afgekort tot J. Asthma. Het wordt uitgegeven door Informa Healthcare namens de Association for the Care of Asthma en verschijnt 10 keer per jaar.